# Papier ścierny

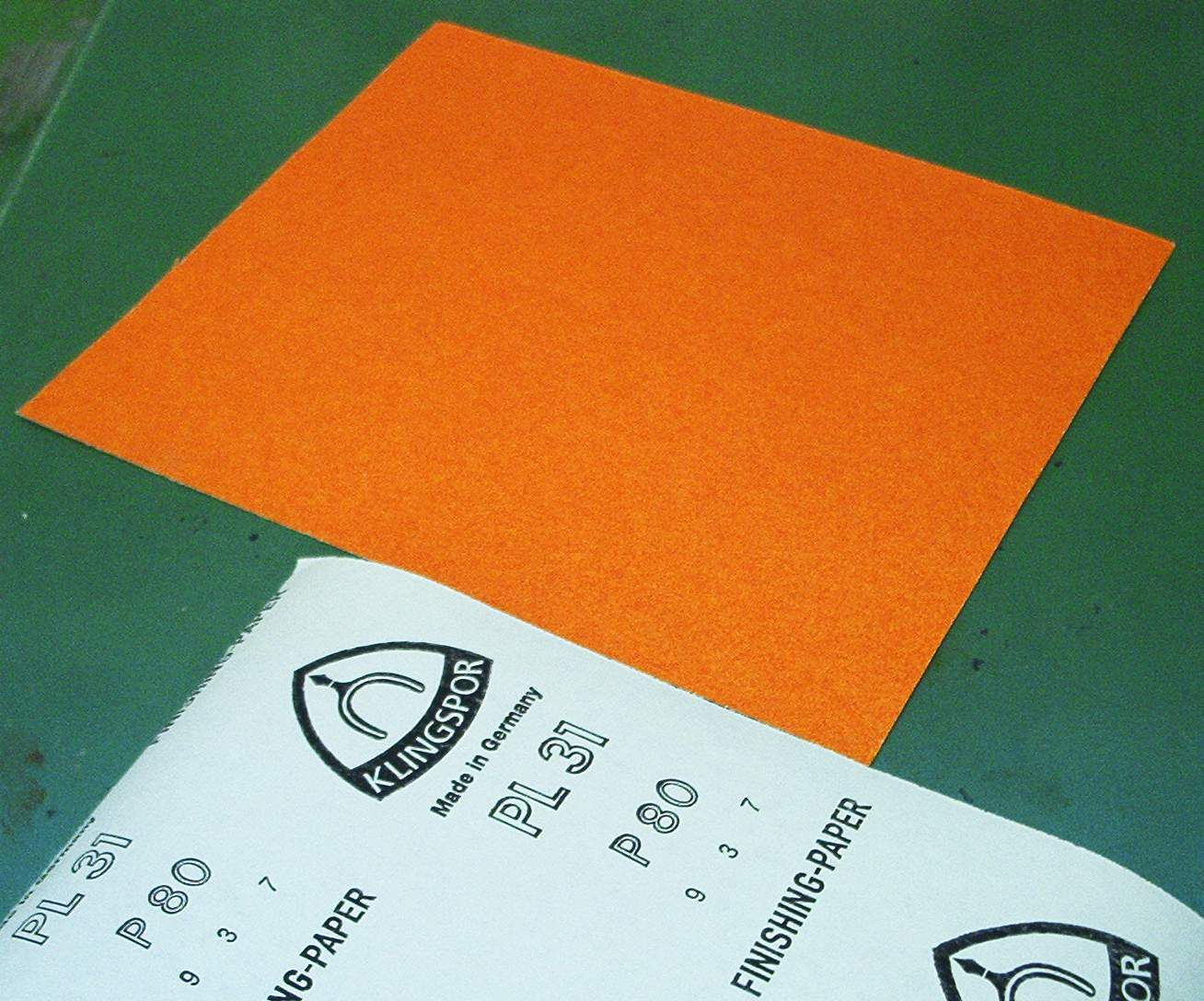
Arkusz papieru ściernego nr 80

Papier ścierny – jeden z rodzajów wyrobów ściernych przeznaczonych do obróbki ściernej powierzchni przedmiotów wykonanych z takich materiałów jak drewno, metal, tworzywa sztuczne.
W handlu występuje zwykle w postaci arkuszy (formatu A4) lub taśm grubszego papieru, na którego jednej ze stron znajduje się tzw. nasyp – czyli warstwa ziarna ściernego przyklejonego do podłoża.
Jako materiał ścierny dawniej stosowano drobno tłuczone szkło – stąd czasem zamiennie używana nazwa „papier szklisty”. Dziś takim materiałem jest zwykle korund (Al2O3) lub karborund (SiC).

## Oznaczenie ziarnistości
Rozróżnia się papiery grubo- i drobnoziarniste. Oznaczenie ziarnistości znajduje się na spodzie arkusza (taśmy) w postaci liczby, np. 30, 60, 120, 360, itp. Liczba ta jest związana z wielkością ziaren materiału ściernego – im wyższa liczba w oznaczeniu, tym drobniejsze ziarno użyte do produkcji papieru. Oznacza liczbę oczek w sicie na jeden cal kwadratowy użytym do przesiania materiału (przy gradacjach powyżej 240 – prowadzi się analizę metodą sedymentacji)  (europejska norma ISO 6344).
W zależności od rodzaju papieru i użytego kleju papiery ścierne dzieli się na zwykłe i wodoodporne.
Tych drugich (zwykle o gradacji powyżej 300 do 2500) po zwilżeniu wodą lub naftą używa się do szlifowania powierzchni.
|                        | ISO/FEPA | CAMI | Średnia grubość granulacji (µm) |
| ---------------------- | -------- | ---- | ------------------------------- |
| Makroziarna            |          |      |                                 |
| Bardzo szorstki        | P12      |      | 1815                            |
| Bardzo szorstki        | P16      |      | 1324                            |
| Bardzo szorstki        | P20      |      | 1000                            |
| Bardzo szorstki        | P24      |      | 764                             |
| Bardzo szorstki        |          | 24   | 708                             |
| Bardzo szorstki        | P30      |      | 642                             |
| Bardzo szorstki        |          | 30   | 632                             |
| Bardzo szorstki        |          | 36   | 530                             |
| Bardzo szorstki        | P36      |      | 538                             |
| Szorstki               | P40      | 40   | 425                             |
| Szorstki               |          | 50   | 348                             |
| Szorstki               | P50      |      | 336                             |
| Przeciętny             |          | 60   | 265                             |
| Przeciętny             | P60      |      | 269                             |
| Przeciętny             | P80      |      | 201                             |
| Przeciętny             |          | 80   | 190                             |
| Drobnoziarnisty        | P100     |      | 162                             |
| Drobnoziarnisty        |          | 100  | 140                             |
| Drobnoziarnisty        | P120     |      | 125                             |
| Drobnoziarnisty        |          | 120  | 115                             |
| Bardzo drobnoziarnisty | P150     |      | 100                             |
| Bardzo drobnoziarnisty |          | 150  | 92                              |
| Bardzo drobnoziarnisty | P180     | 180  | 82                              |
| Bardzo drobnoziarnisty | P220     | 220  | 68                              |
| Mikroziarna            |          |      |                                 |
| Bardzo drobnoziarnisty | P240     |      | 58,5                            |
| Bardzo drobnoziarnisty |          | 240  | 53,0                            |
| Bardzo drobnoziarnisty | P280     |      | 52,2                            |
| Bardzo drobnoziarnisty | P320     |      | 46,2                            |
| Bardzo drobnoziarnisty | P360     |      | 40,5                            |
| Bardzo drobnoziarnisty |          | 320  | 36,0                            |
| Bardzo drobnoziarnisty | P400     |      | 35,0                            |
| Bardzo drobnoziarnisty | P500     |      | 30,2                            |
| Bardzo drobnoziarnisty |          | 360  | 28,0                            |
| Bardzo drobnoziarnisty | P600     |      | 25,8                            |
| Super drobnoziarnisty  |          | 400  | 23,0                            |
| Super drobnoziarnisty  | P800     |      | 21,8                            |
| Super drobnoziarnisty  |          | 500  | 20,0                            |
| Super drobnoziarnisty  | P1000    |      | 18,3                            |
| Super drobnoziarnisty  |          | 600  | 16,0                            |
| Super drobnoziarnisty  | P1200    |      | 15,3                            |
| Ultra drobnoziarnisty  | P1500    | 800  | 12,6                            |
| Ultra drobnoziarnisty  | P2000    | 1000 | 10,3                            |
| Ultra drobnoziarnisty  | P2500    |      | 8,4                             |

## Historia
Pierwsza wzmianka o papierze ściernym należy do XIII wieku, kiedy w Chinach był produkowany papier ścierny stworzony z mielonej muszli, nasion i piasku, klejonych do pergaminu z pomocą naturalnego kleju. U niektórych narodów zamiast papieru ściernego była używana skóra rekina.
Uważa się, że wynalazcą nowoczesnego papieru ściernego jest John Oakey (1813–1887) – angielski wynalazca i założyciel firmy „John Oakey i synowie”, producent papieru ściernego i innych materiałów szlifierskich.